# Léo Dubois
Léo Michel Joseph Claude Dubois (Segré, 14 de setembro de 1994) é um futebolista francês que atua como lateral-direito. Atualmente defende o Eyüpspor. 

## Carreira
Léo Dubois começou a carreira no Nantes.

## Títulos
Lyon
- Emirates Cup: 2019[1]

Seleção Francesa
- Liga das Nações da UEFA: 2020-21